# Provincia di Valparaíso
La provincia di Valparaíso è una delle province della regione cilena di Valparaíso, il capoluogo è la città di Valparaíso.

## Comuni
La provincia è suddivisa in sette comuni:
- Valparaíso
- Viña del Mar
- Concón
- Quintero
- Puchuncaví
- Casablanca
- Juan Fernández

Prima dell'istituzione della provincia di Marga Marga, la provincia comprendeva anche i comuni di Quilpué e di Villa Alemana.